# RegioNetz
Die Regionetze (Eigenschreibweise RegioNetze) der Deutschen Bahn sind seit 2002 im Rahmen der sogenannten Mittelstandsoffensive entstanden. In Form von „Kleinbahnen“ (Zitat des damaligen DB-Vorstandsvorsitzenden Hartmut Mehdorn) sollten Bahnstrecken geringer Bedeutung durch größere Flexibilität und ortsnahe Aktivitäten attraktiver gemacht werden.
Wie die ehemals alternativ bei der DB Netz gebildeten Regionalnetze (nur Infrastruktur) zeichnen sich die RegioNetze (Infrastruktur und Verkehr) durch neue, einfache Strukturen aus. Die RegioNetze wurden aus der Deutschen Bahn AG ausgegliedert und arbeiten als „Profitcenter“ weitgehend wirtschaftlich selbständig. Sie bestehen jeweils aus einer Abteilung der DB RegioNetz Infrastruktur GmbH (RNI) und der DB RegioNetz Verkehrs GmbH (RNV). Beide Gesellschaften sind hundertprozentige Töchter der DB InfraGO AG bzw. der DB Regio.
Die DB RegioNetz besteht aus folgenden fünf Netzen:
| Name                                           | Region                      | Zug-km / a | Fahrgäste / d | Fahrzeuge | eigene Stationen | eigenes Streckennetz | Liniennetz gesamt | Mitarbeiter |
| ---------------------------------------------- | --------------------------- | ---------- | ------------- | --------- | ---------------- | -------------------- | ----------------- | ----------- |
| Erzgebirgsbahn (EGB)                           | Sachsen                     | 2,4 Mio.   | 5200          | 18        | 76               | 252 km               | 233 km            | 252         |
| Kurhessenbahn (KHB)                            | Nordhessen, NRW             | 2,9 Mio.   | 7500          | 27        | 55               | 230 km               | 308 km            | 269         |
| Oberweißbacher Berg- und Schwarzatalbahn (OBS) | Thüringen                   | 358.000    | 1200          | 7         | 10               | 28 km                | 29 km             | 29          |
| Südostbayernbahn (SOB)                         | Ober- und Niederbayern      | 8,4 Mio.   | 34.500        | 161       | 80               | 459 km               | 587 km            | 1.037       |
| Westfrankenbahn (WFB)                          | Unterfranken, nördliches BW | 3,6 Mio.   | 15.100        | 55        | 50               | 204 km               | 401 km            | 344         |

Hinzu kommt das Fahrzeug- und Technologiezentrum Chemnitz (FTZ) als sechstes RegioNetz ohne Verkehr. Die Usedomer Bäderbahn ist kein RegioNetz, wird aber ebenso unabhängig von der DB InfraGO verwaltet.
Insgesamt werden vom Eisenbahninfrastrukturunternehmen DB RegioNetz Infrastruktur GmbH 1200 Kilometer Schienenwege mit den dazugehörigen Bahnhöfen und  Haltepunkten betrieben. Zum Eisenbahnverkehrsunternehmen DB RegioNetz Verkehrs GmbH gehören die Schienenfahrzeuge, mit denen der Verkehrsbetrieb auf diesen Strecken durchgeführt wird.
Jährlich werden auf den RegioNetzen 13 Millionen Zugkilometer erbracht und 18 Millionen Reisende befördert.

## Geschichte
Die Regionetze wurden zum 1. Januar 2002 als eigenständige regionale Organisationseinheiten unter dem Dach der neu gegründeten DB RegioNetz GmbH gegründet; die Muttergesellschaft gliederte sich dabei wiederum in eine Eisenbahnverkehrs- und eine -infrastrukturgesellschaft auf. Zur Gründung der Regionetze wurden rund 67 Millionen Euro in neue Fahrzeuge und Instandhaltung investiert, darunter 25,5 Millionen Euro Eigenmittel der Deutschen Bahn AG.
Mit rund 1000 Mitarbeitern wurden rund 30.000 Fahrgäste pro Tag befördert und dabei rund zehn Millionen Zugkilometern pro Jahr erbracht. Auf den einzelnen Strecken waren um 2002 500 bis 3000 Reisende pro Tag unterwegs. (Stand: 2003)
Im Dezember 2015 übernahm die DB RegioNetz Verkehrs-GmbH den Betrieb auf der Kahlgrundbahn vom bisherigen Betreiber Hessische Landesbahn.
Im Jahr 2017 werden die Fahrgastzahlen insgesamt mit 21,9 Millionen pro Jahr angegeben, dies sind 40 Prozent mehr als 15 Jahre zuvor. Der Umsatz beträgt 230 Millionen Euro bei 16,8 Millionen Zugkilometern pro Jahr. Die Zahl der Mitarbeiter stieg seit 2002 von rund 900 auf 1891.
Im Jahr 2019 kam das Fahrzeug- und Technologiezentrum (FTZ) in Chemnitz als weiteres RegioNetz hinzu. Dort werden technische Neuentwicklungen und Instandhaltungsarbeiten gebündelt.
Im Jahr 2021 wurden die ehemaligen RegioNetz Gäubodenbahn (GBB) und Vertriebsservice Ostbayern (VSO) in die Südostbayernbahn (SOB) überführt und verschmolzen. Alle drei Unternehmen treten seit dem 1. Januar 2021 einheitlich als Südostbayernbahn auf.

## Auszeichnungen
Die DB RegioNetz Verkehrs GmbH ist im Jahr 2012/2013 mit dem Innovationspreis des Privatbahn Magazins ausgezeichnet worden.